# Stizocera fragilis
Stizocera fragilis är en skalbaggsart som först beskrevs av Bates 1870.  Stizocera fragilis ingår i släktet Stizocera och familjen långhorningar. Inga underarter finns listade i Catalogue of Life.